# Ptychomnion falcatulum
Ptychomnion falcatulum är en bladmossart som beskrevs av Brotherus in Skottsberg 1924. Ptychomnion falcatulum ingår i släktet Ptychomnion och familjen Ptychomniaceae. Inga underarter finns listade i Catalogue of Life.